# Lista de plataformas da General Motors

## Plataformas disponibilizadas no Brasil
| Designação              | Tipo de Veículo     | Tipo de plataforma | Aplicações                             | Características                                 |
| ----------------------- | ------------------- | ------------------ | -------------------------------------- | ----------------------------------------------- |
| Designação desconhecida | Médio-grande        | Monobloco          | Opala Caravan                          | Tração traseira                                 |
| GMT325/330              | Utilitário Compacto | Chassi             | S-10 Blazer                            | -                                               |
| GMT400/480              | Utilitário          | Chassi             | A/C/D-10/20 Silverado                  | -                                               |
| GM2700/3000             | Médio Médio-grande  | Monobloco          | Astra G (G2) Zafira                    | -                                               |
| GM2900 1                | Médio               | Monobloco          | Vectra A Calibra Astra F (G1)          | Suspensão traseira independente opcional        |
| GM2900 2                | Médio               | Monobloco          | Vectra B                               | Suspensão traseira independente                 |
| GM4200                  | Compacto            | Monobloco          | Corsa B (G1) Celta Agile Montana 2010- | -                                               |
| GM Delta                | Médio Médio-grande  | Monobloco          | Vectra 2005- Vectra GT/GTX             | Similar a GM2700/3000                           |
| GM Gamma                | Compacto            | Monobloco          | Corsa C (G2) Montana G1 Meriva         | -                                               |
| GM J-Body               | Médio               | Monobloco          | Monza                                  | -                                               |
| GM T-Body 1             | Compacto            | Monobloco          | Chevette Marajó Chevy 500              | Tração traseira                                 |
| GM T-Body 2             | Médio               | Monobloco          | Kadett Ipanema                         | Similar a J-Body                                |
| GM Zeta                 | Médio-grande        | Monobloco          | Omega 2007- Camaro                     | Tração traseira Suspensão traseira multi-link   |
| GM V-Body               | Médio-grande        | Monobloco          | Omega A Suprema Omega 1998-2007        | Tração traseira Suspensão traseira independente |